# Zimní olympijské hry

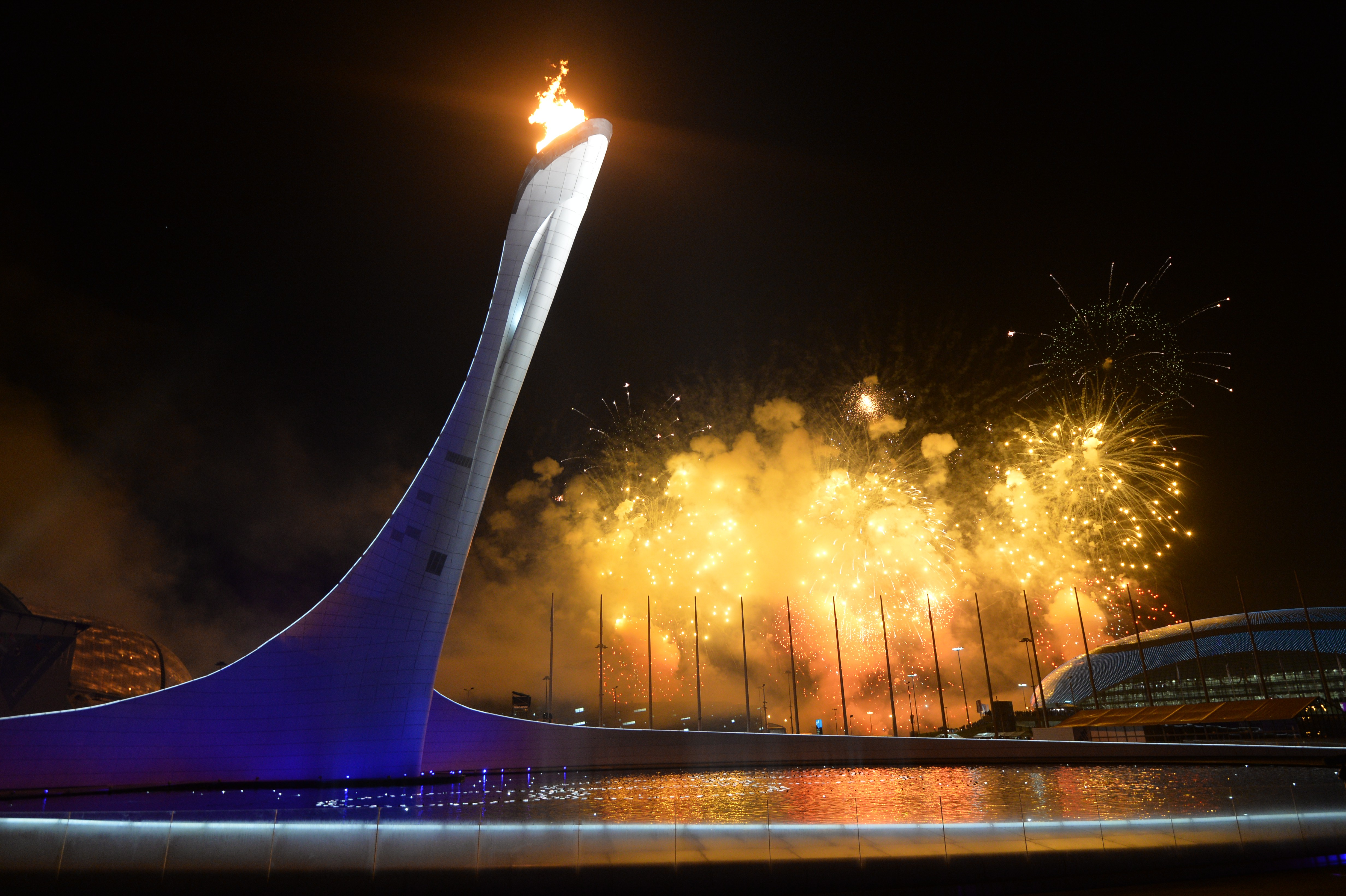
Olympijská pochodeň na Zimních olympijských hrách v Soči 2014

Zimní olympijské hry (též zimní olympiáda, zkráceně ZOH) jsou jedna z nejdůležitějších zimních sportovních událostí. Konají se každé čtyři roky.
Vše začalo v roce 1924 ve francouzském Chamonix, kam byli sezváni sportovci na Týden zimních sportů. Toto klání bylo zpětně roku 1925 označeno za I. zimní olympijské hry. Další hry následovaly vždy po čtyřech letech, ve stejných letech jako letní olympiáda. V letech 1940 a 1944 se ZOH měly konat v japonském Sapporu a v italské Cortině d'Ampezzo, ale obě tyto akce byly zrušeny kvůli probíhající druhé světové válce. Roku 1976 měl původně pořádat hry americký Denver, jenže ten to odmítl prostřednictvím státního referenda. Pořadatelstvím her byl tedy pověřen rakouský Innsbruck, který stále ještě udržoval infrastrukturu od ZOH 1964. Do roku 1992, kdy proběhla 16. zimní olympiáda, se zimní hry konaly vždy v týž rok jako hry letní. Poté bylo rozhodnuto periodu zimních her posunout o polovinu vůči hrám letním, a tak se 17. ZOH konaly už v roce 1994. Další hry se opět konají ve čtyřletém cyklu.
Zimní olympiádu zatím hostilo 13 států: čtyřikrát Spojené státy americké, třikrát Francie, dvakrát Itálie, Japonsko, Kanada, Norsko, Rakousko a Švýcarsko a jednou Čína, Jižní Korea, Jugoslávie, Německo a Rusko.
Zatím poslední hry byly uspořádány v únoru 2022 v čínském Pekingu, který se tak stal vůbec prvním městem, jež hostilo letní i zimní olympijské hry.

## Přehled

Mapa lokalit zimních olympijských her. Země, které hostily zimní olympijské hry jednou jsou označeny zeleně, zatímco země, které hostily dva- nebo vícekrát jsou označeny modře.

| Číslo | ZOH      | Datum her              | Pořadatel   | Město                     | Počet zemí | Muži | Ženy | Celkem | Počet disciplín | Počet sportů | Československo/Česko                          |
| ----- | -------- | ---------------------- | ----------- | ------------------------- | ---------- | ---- | ---- | ------ | --------------- | ------------ | --------------------------------------------- |
| 1.    | ZOH 1924 | 25. ledna až 5. února  | Francie     | Chamonix                  | 16         | 245  | 13   | 258    | 16              | 8            | Archivováno 23. 9. 2011 na Wayback Machine.,  |
| 2.    | ZOH 1928 | 11. února až 19. února | Švýcarsko   | Svatý Mořic               | 25         | 437  | 27   | 464    | 14              | 8            | ,                                             |
| 3.    | ZOH 1932 | 4. února až 15. února  | USA         | Lake Placid               | 17         | 220  | 32   | 252    | 14              | 7            | ,                                             |
| 4.    | ZOH 1936 | 6. února až 16. února  | Německo     | Garmisch-Partenkirchen    | 28         | 566  | 80   | 646    | 17              | 8            | ,                                             |
|       | ZOH 1940 |                        | Japonsko    | Sapporo                   |            |      |      |        |                 |              |                                               |
|       | ZOH 1944 |                        | Itálie      | Cortina d'Ampezzo         |            |      |      |        |                 |              |                                               |
| 5.    | ZOH 1948 | 30. ledna až 8. února  | Švýcarsko   | Svatý Mořic               | 28         | 592  | 77   | 669    | 22              | 9            | ,                                             |
| 6.    | ZOH 1952 | 14. února až 25. února | Norsko      | Oslo                      | 30         | 585  | 109  | 694    | 22              | 8            | ,                                             |
| 7.    | ZOH 1956 | 26. ledna až 5. února  | Itálie      | Cortina d'Ampezzo         | 32         | 689  | 132  | 821    | 24              | 8            | ,                                             |
| 8.    | ZOH 1960 | 18. února až 28. února | USA         | Squaw Valley              | 30         | 521  | 144  | 665    | 27              | 8            | Archivováno 12. 11. 2012 na Wayback Machine., |
| 9.    | ZOH 1964 | 29. ledna až 9. února  | Rakousko    | Innsbruck                 | 36         | 891  | 200  | 1091   | 34              | 10           | ,                                             |
| 10.   | ZOH 1968 | 6. února až 18. února  | Francie     | Grenoble                  | 37         | 947  | 211  | 1158   | 35              | 10           | Archivováno 7. 9. 2016 na Wayback Machine.,   |
| 11.   | ZOH 1972 | 3. února až 13. února  | Japonsko    | Sapporo                   | 35         | 800  | 206  | 1006   | 35              | 10           | Archivováno 12. 11. 2012 na Wayback Machine., |
| 12.   | ZOH 1976 | 4. února až 15. února  | Rakousko    | Innsbruck                 | 37         | 892  | 231  | 1123   | 37              | 10           | ,                                             |
| 13.   | ZOH 1980 | 13. února až 24. února | USA         | Lake Placid               | 37         | 839  | 233  | 1072   | 38              | 10           | ,                                             |
| 14.   | ZOH 1984 | 8. února až 19. února  | Jugoslávie  | Sarajevo                  | 49         | 998  | 274  | 1272   | 39              | 10           | Archivováno 28. 2. 2010 na Wayback Machine.,  |
| 15.   | ZOH 1988 | 13. února až 28. února | Kanada      | Calgary                   | 57         | 1108 | 315  | 1423   | 46              | 10           | ,                                             |
| 16.   | ZOH 1992 | 8. února až 23. února  | Francie     | Albertville               | 64         | 1313 | 488  | 1801   | 57              | 12           | Archivováno 27. 3. 2009 na Wayback Machine.,  |
| 17.   | ZOH 1994 | 12. února až 27. února | Norsko      | Lillehammer               | 67         | 1217 | 522  | 1739   | 61              | 12           | Archivováno 27. 3. 2009 na Wayback Machine.,  |
| 18.   | ZOH 1998 | 7. února až 22. února  | Japonsko    | Nagano                    | 72         | 1514 | 788  | 2302   | 68              | 14           | Archivováno 27. 3. 2009 na Wayback Machine.,  |
| 19.   | ZOH 2002 | 8. února až 24. února  | USA         | Salt Lake City            | 78         | 1513 | 886  | 2399   | 78              | 15           | Archivováno 27. 3. 2009 na Wayback Machine.,  |
| 20.   | ZOH 2006 | 10. února až 26. února | Itálie      | Turín                     | 80         | 1548 | 960  | 2508   | 84              | 15           | Archivováno 30. 6. 2009 na Wayback Machine.,  |
| 21.   | ZOH 2010 | 12. února až 28. února | Kanada      | Vancouver                 | 82         | 1522 | 1044 | 2566   | 86              | 15           | Archivováno 11. 1. 2012 na Wayback Machine.,  |
| 22.   | ZOH 2014 | 7. února až 23. února  | Rusko       | Soči                      | 88         | 1714 | 1159 | 2873   | 98              | 15           | Archivováno 27. 4. 2014 na Wayback Machine.,  |
| 23.   | ZOH 2018 | 9. února až 25. února  | Jižní Korea | Pchjongčchang             | 92         | 1680 | 1242 | 2922   | 102             | 15           |                                               |
| 24.   | ZOH 2022 | 4. února až 20. února  | Čína        | Peking                    | 91         |      |      | 2871   | 109             | 15           |                                               |
| 25.   | ZOH 2026 | 6. února až 22. února  | Itálie      | Milán – Cortina d'Ampezzo |            |      |      |        |                 | 16           |                                               |
| 26.   | ZOH 2030 | 8. února až 24. února  | Francie     | Nice – Francouzské Alpy   |            |      |      |        |                 |              |                                               |
| 27.   | ZOH 2034 | 10. února až 26. února | USA         | Salt Lake City            |            |      |      |        |                 |              |                                               |

## Olympijské sporty
Na Zimních olympijských hrách 2018 proběhly soutěže v následujících sportech:
- akrobatické lyžování
- alpské lyžování
- běh na lyžích
- biatlon
- boby
- curling
- krasobruslení
- lední hokej
- rychlobruslení
- saně
- severská kombinace
- short track
- skeleton
- skoky na lyžích
- snowboarding

## Přehled medailí podle zemí
Seznam nejúspěšnějších zemí v historii ZOH seřazený podle počtu získaných medailí. V tabulce jsou uvedeny země, které získaly nejméně 10 medailí.
| Pořadí | Země                           | ZOH       | Zlato | Stříbro | Bronz | Celkem |
| ------ | ------------------------------ | --------- | ----- | ------- | ----- | ------ |
| 1.     | Norsko                         | 1924–2018 | 132   | 125     | 111   | 368    |
| 2.     | Spojené státy americké         | 1924–2018 | 105   | 110     | 90    | 305    |
| 3.     | Německo                        | 1928–2018 | 100   | 94      | 65    | 259    |
| 4.     | Rakousko                       | 1924–2018 | 64    | 81      | 87    | 232    |
| 5.     | Kanada                         | 1924–2018 | 73    | 64      | 61    | 199    |
| 6.     | Sovětský svaz                  | 1956–1988 | 78    | 57      | 59    | 194    |
| 7.     | Finsko                         | 1924–2018 | 43    | 63      | 61    | 167    |
| 8.     | Švédsko                        | 1924–2018 | 57    | 46      | 55    | 158    |
| 9.     | Švýcarsko                      | 1924–2018 | 55    | 46      | 52    | 153    |
| 10.    | Nizozemsko                     | 1928–2018 | 45    | 44      | 41    | 130    |
| 11.    | Rusko                          | 1994–2014 | 49    | 40      | 35    | 124    |
| 12.    | Itálie                         | 1924–2018 | 40    | 36      | 48    | 124    |
| 13.    | Francie                        | 1924–2018 | 36    | 35      | 53    | 124    |
| 14.    | Německá demokratická republika | 1968–1988 | 39    | 36      | 35    | 110    |
| 15.    | Jižní Korea                    | 1948–2018 | 31    | 25      | 14    | 70     |
| 16.    | Čína                           | 1980–2018 | 13    | 28      | 21    | 62     |
| 17.    | Japonsko                       | 1928–2018 | 14    | 22      | 22    | 58     |
| 18.    | Západní Německo                | 1968–1988 | 11    | 15      | 13    | 39     |
| 19.    | Velká Británie                 | 1924–2018 | 11    | 4       | 16    | 31     |
| 20.    | Česko                          | 1994–2018 | 9     | 11      | 11    | 31     |
| 21.    | Československo                 | 1924–1992 | 2     | 8       | 15    | 25     |
| 22.    | Sjednocený tým                 | 1992      | 9     | 6       | 8     | 23     |
| 23.    | Polsko                         | 1924–2018 | 7     | 7       | 8     | 22     |
| 24.    | Bělorusko                      | 1994–2018 | 8     | 5       | 5     | 18     |
| 25.    | Olympijští sportovci z Ruska   | 2018      | 2     | 6       | 9     | 17     |
| 26.    | Slovinsko                      | 1992–2018 | 2     | 5       | 10    | 17     |
| 27.    | Austrálie                      | 1924–2018 | 5     | 5       | 5     | 15     |
| 28.    | Chorvatsko                     | 1992–2018 | 4     | 6       | 1     | 11     |
| 29.    | Lichtenštejnsko                | 1936–2018 | 2     | 2       | 6     | 10     |

## Nejúspěšnější sportovci
Seznam nejúspěšnějších sportovců v historii zimních olympijských her podle celkového počtu získaných medailí. V tabulce jsou uvedeni všichni závodníci, kteří na ZOH získali nejméně osm medailí.
| Pořadí | Sportovec                      | Země                           | Pohlaví | Sport           | ZOH       | Zlatá olympijská medaile | Stříbrná olympijská medaile | Bronzová olympijská medaile | Olympijské medaile |
| ------ | ------------------------------ | ------------------------------ | ------- | --------------- | --------- | ------------------------ | --------------------------- | --------------------------- | ------------------ |
| 1.     | Marit Bjørgenová               | Norsko                         | Ž       | běh na lyžích   | 2002–2018 | 8                        | 4                           | 3                           | 15                 |
| 2.     | Ole Einar Bjørndalen           | Norsko                         | M       | biatlon         | 1998–2014 | 8                        | 4                           | 1                           | 13                 |
| 3.     | Ireen Wüstová                  | Nizozemsko                     | Ž       | rychlobruslení  | 2006–2022 | 6                        | 5                           | 2                           | 13                 |
| 4.     | Bjørn Dæhlie                   | Norsko                         | M       | běh na lyžích   | 1992–1998 | 8                        | 4                           | 0                           | 12                 |
| 5.     | Arianna Fontanaová             | Itálie                         | Ž       | short track     | 2006–2022 | 2                        | 4                           | 5                           | 11                 |
| 6.     | Raisa Smetaninová              | Sovětský svaz · Sjednocený tým | Ž       | běh na lyžích   | 1976–1992 | 4                        | 5                           | 1                           | 10                 |
| 7.     | Stefania Belmondová            | Itálie                         | Ž       | běh na lyžích   | 1992–2002 | 2                        | 3                           | 5                           | 10                 |
| 8.     | Ljubov Jegorovová              | Sjednocený tým · Rusko         | Ž       | běh na lyžích   | 1992–1994 | 6                        | 3                           | 0                           | 9                  |
| 9.     | Claudia Pechsteinová           | Německo                        | Ž       | rychlobruslení  | 1992–2006 | 5                        | 2                           | 2                           | 9                  |
| 10.    | Sixten Jernberg                | Švédsko                        | M       | běh na lyžích   | 1956–1964 | 4                        | 3                           | 2                           | 9                  |
| 11.    | Sven Kramer                    | Nizozemsko                     | M       | rychlobruslení  | 2006–2018 | 4                        | 2                           | 3                           | 9                  |
| 12.    | Charlotte Kallaová             | Švédsko                        | Ž       | běh na lyžích   | 2010–2018 | 3                        | 6                           | 0                           | 9                  |
| 13.    | Uschi Dislová                  | Německo                        | Ž       | biatlon         | 1992–2006 | 2                        | 4                           | 3                           | 9                  |
| 14.    | Viktor An                      | Jižní Korea · Rusko            | M       | short track     | 2006–2014 | 6                        | 0                           | 2                           | 8                  |
| 15.    | Johannes Thingnes Bø           | Norsko                         | M       | biatlon         | 2018–2022 | 5                        | 2                           | 1                           | 8                  |
| 16.    | Ricco Groß                     | Německo                        | M       | biatlon         | 1992–2006 | 4                        | 3                           | 1                           | 8                  |
| 16.    | Emil Hegle Svendsen            | Norsko                         | M       | biatlon         | 2010–2018 | 4                        | 3                           | 1                           | 8                  |
| 18.    | Kjetil André Aamodt            | Norsko                         | M       | alpské lyžování | 1992–2006 | 4                        | 2                           | 2                           | 8                  |
| 18.    | Sven Fischer                   | Německo                        | M       | biatlon         | 1994–2006 | 4                        | 2                           | 2                           | 8                  |
| 18.    | Galina Kulakovová              | Sovětský svaz                  | Ž       | běh na lyžích   | 1968–1980 | 4                        | 2                           | 2                           | 8                  |
| 21.    | Karin Enkeová                  | Německá demokratická republika | Ž       | rychlobruslení  | 1980–1988 | 3                        | 4                           | 1                           | 8                  |
| 21.    | Gunda Niemannová-Stirnemannová | Německo                        | Ž       | rychlobruslení  | 1992–1998 | 3                        | 4                           | 1                           | 8                  |
| 23.    | Apolo Ohno                     | Spojené státy americké         | M       | short track     | 2002–2010 | 2                        | 2                           | 4                           | 8                  |
| 23.    | Tiril Eckhoffová               | Norsko                         | Ž       | biatlon         | 2014–2022 | 2                        | 2                           | 4                           | 8                  |

## Historie a krátký přehled zimních olympijských her

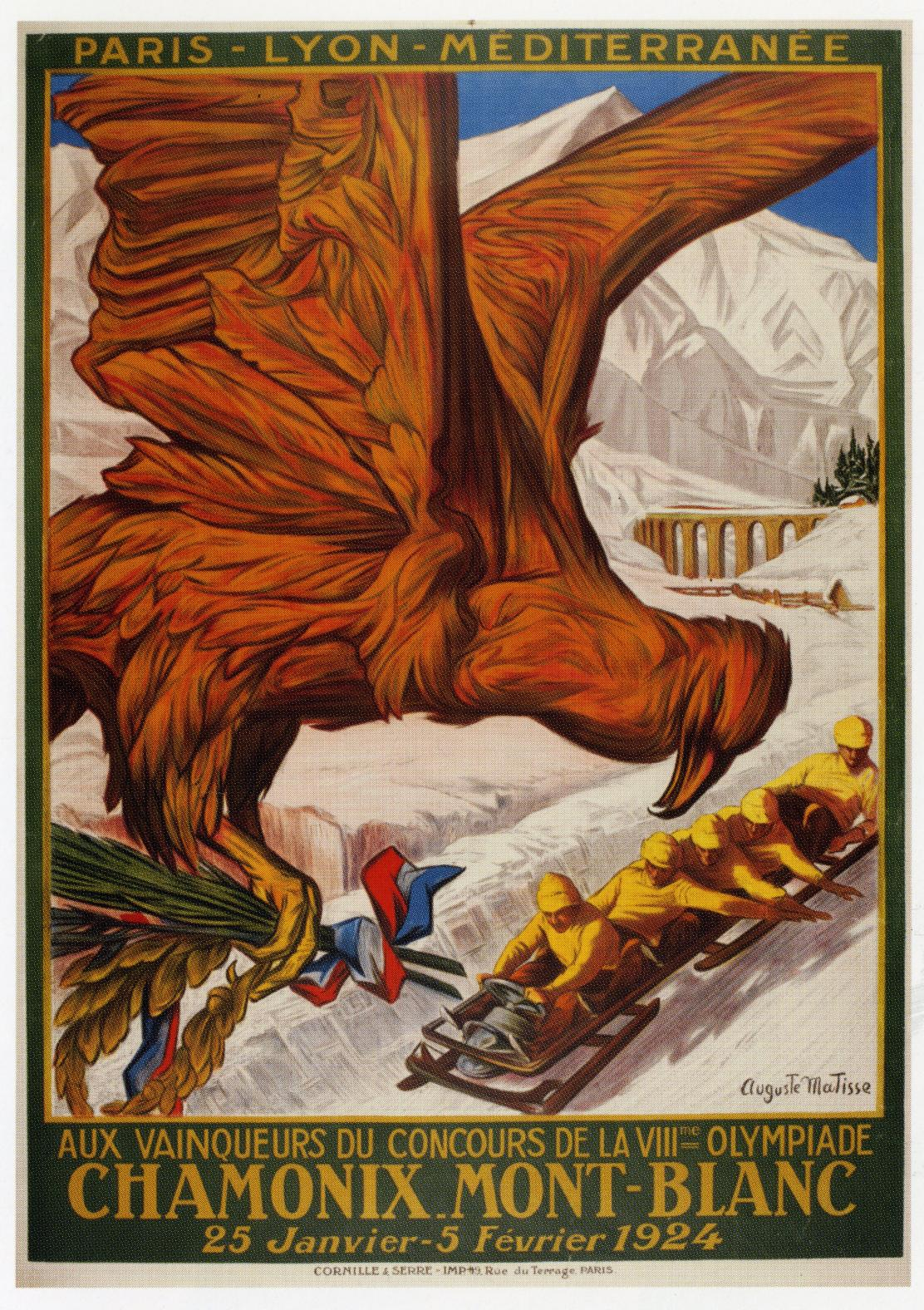
Plakát ze ZOH 1924 v Chamonix

1. ZOH 1924 Chamonix (Francie)
První ukončenou disciplínou zimních olympijských her byl rychlobruslařský závod mužů na 500 m a vůbec prvním zlatým medailistou ZOH se stal Američan Charles Jewtraw. Fin Clas Thunberg získal 3 medaile v rychlobruslení a Nor Thorleif Haug 3 zlaté medaile v lyžování.
2. ZOH 1928 Svatý Mořic (Švýcarsko)
Na programu her se objevila nová disciplína – skeleton. Fin Clas Thunberg přidal ke 3 zlatým medailím s Chamonix další 2 zlaté v rychlobruslení. Senzaci způsobila Norka Sonja Henie, která vyhrála krasobruslařskou soutěž ve svých 15 letech a o primát nejmladší olympijské vítězky přišla až v roce 1998.
3. ZOH 1932 Lake Placid (USA)
Sonja Henie obhájila svou zlatou medaili ze Svatého Mořice. Členem vítězného amerického čtyřbobu byl Eddie Eagan, který již získal zlatou olympijskou medaili na letních hrách v roce 1920 v Antverpách v boxu a je tak jediným olympionikem, který získal zlatou medaili na zimních i letních olympijských hrách.
4. ZOH 1936 Garmisch-Partenkirchen (Německo)
Poprvé byly na program her zařazeny soutěže v alpském lyžování. Rychlobruslař Ivar Ballangrud z Norska získal 3 zlaté medaile. Velká Británie vyhrála turnaj v ledním hokeji a sesadila Kanadu, která dosud zvítězila na všech hrách. Československo, jehož výpravu vedl František Widimský, vyslalo na hry celkem 55 sportovců, z toho pět žen.
5. ZOH 1948 Svatý Mořic (Švýcarsko)
Olympijské hry v roce 1940 se měly konat v japonském Sapporu. Válka s Čínou však přinutila Japonsko se pořádání her v roce 1938 vzdát, alternativou měl být německý Garmisch-Partenkirchen, ale začátek II. světové války v roce 1939 vedl k tomu, že byly hry zrušeny. Nekonaly se ani hry v roce 1944 a na tradici navázaly až hry ve Svatém Mořici v roce 1948. Ze soutěží byli vyloučeni sportovci z Německa a Japonska. Pouze 2 sportovci dokázali získat 2 zlaté medaile – francouzský sjezdař Oreiller a švédský lyžař Lundström.
6. ZOH 1952 Oslo (Norsko)
Norský rychlobruslař Andersen získal v domácím prostředí 3 zlaté medaile. Poprvé se objevil mezi disciplínami ZOH obří slalom. Poprvé byly pořádány soutěže v běhu na lyžích žen. Nejúspěšnějším účastníkem byl se třemi zlatými medailemi norský rychlobruslař Hjalmar Andersen.
7. ZOH 1956 Cortina d’Ampezzo (Itálie)
Poslední hry, na kterých se konaly krasobruslařské soutěže pod širým nebem. První hry, které byly vysílány prostřednictvím televize. Hry byly ve znamení dominance závodníků ze Sovětského svazu. Hry v italské Cortině vstoupily do dějin fenomenálním výkonem rakouského sjezdaře Antona Sailera, který ve sjezdovém lyžování vyhrál všechny tři disciplíny – sjezd, slalom i obří slalom – a zastínil výkony finského běžce na lyžích Veikko Hakulinena a rychlobruslaře SSSR Jevgenije Grišina.
8. ZOH 1960 Squaw Valley (USA)
Jediné ZOH, na kterých se nekonaly soutěže v jízdě na bobech. Američtí pořadatelé odmítli vystavět bobovou dráhu s odvoláním na nízký počet přihlášených závodníků. Na programu her se poprvé objevil biatlon. Poprvé se konaly také ženské soutěže v rychlobruslení. Hokejový turnaj vyhrály nečekaně USA, které dokázaly porazit Kanadu i Sovětský svaz. Organizací ceremoniálů byl pověřen Walt Disney.
9. ZOH 1964 Innsbruck (Rakousko)
Hry v Innsbrucku byly poznamenány nedostatkem sněhu. Rakouská armáda svážela sníh a led odkud se dalo. Lidija Skoblikovová získala 4 zlaté medaile v rychlobruslení a stala se tak prvním sportovcem, který dokázal získat 4 zlaté medaile na jedné zimní olympiádě. Poprvé se na hrách představila jízda na saních.
10. ZOH 1968 Grenoble (Francie),
Kuriózní skandál se odehrál při závodech v mužském slalomu. Vítězem se stal Francouz Jean-Claude Killy. Jeho rival Schranz po protestu na zkřížení tratě neznámým mužem dostal možnost opakované jízdy, ve které Francouze porazil. Rozhodčí však po protestu z francouzské strany přiřkli nakonec vítězství stejně Killymu. Skandál se odehrál při sáňkařských závodech žen, kde byly 3 závodnice z NDR diskvalifikovány pro zahřívání svých saní. Jiří Raška ve skoku na lyžích na středním můstku vybojoval pro Československo historicky první zlatou medaili, k níž ve skoku na velkém můstku přidal ještě medaili stříbrnou. Bronzovou medailí přispěla do kolekce úspěchů též krasobruslařka Hana Mašková.
11. ZOH 1972 Sapporo (Japonsko)
Galina Kulakovová ze SSSR získala 3 zlaté medaile v běhu na lyžích. Nizozemec Ard Schenk získal 3 zlaté medaile v rychlobruslení. Skokan na lyžích Kasaya vybojoval první zimní zlatou olympijskou medaili pro Japonsko. Ondrej Nepela získal pro Československo historicky první zlatou medaili v krasobruslení.
12. ZOH 1976 Innsbruck (Rakousko)
Původně měly být hry pořádány v americkém Denveru. Po jeho odřeknutí se stal podruhé v historii pořadatelem Innsbruck. V krasobruslení se poprvé objevila soutěž tanečních párů. Rosi Mittermaierová ze Spolkové republiky Německo, která ve sjezdařských displínách žen získala dvě zlaté a jednu stříbrnou medaili, a Raisa Smetaninová z SSSR, která stejnou kolekci medailí dobyla v ženských běžeckých disciplínách.
13. ZOH 1980 Lake Placid (USA)
Americký rychlobruslař Eric Heiden získal všech 5 možných zlatých medailí v rychlobruslařských soutěžích. Ruský biatlonista Tichonov vyhrál zlatou medaili na čtvrtých olympijských hrách v řadě. V běhu na lyžích získal 3 zlaté medaile Nikolaj Zimjatov. Tým USA vyhrál nečekaně turnaj v ledním hokeji. Své hrdiny našly v Ericu Haidenovi z USA, který zvítězil ve všech pěti rychlobruslařských disciplínách mužů, v lyžaři Ulrichu Wehlingovi z NDR, který potřetí za sebou vyhrál závod v severské kombinaci. V točivých sjezdařských soutěžích kralovali lyžaři Ingemar Stenmark ze Švédska a Hanni Wenzelová z Lichtenštejnska.
14. ZOH 1984 Sarajevo (Jugoslávie)
Domácí lyžař Jure Franko vybojoval první zlatou medaili na ZOH pro Jugoslávii. Marja-Liisa Hämäläinen získala 3 zlaté medaile v běhu na lyžích. První a druhé místo ve slalomu vybojovala dvojčata z USA – Phil a Steve Mahreovi. Historicky první olympijskou medaili v alpském lyžování pro Československo vybojovala Olga Charvátová.
15. ZOH 1988 Calgary (Kanada)
Na program her zařazen super obří slalom a kombinace. 3 zlaté medaile vybojoval finský skokan na lyžích Matti Nykänen, což mu umožnilo i premiérové zařazení závodu družstev ve skocích na lyžích. Rychlobruslařské soutěže se konaly poprvé v hale. Yvonne van Gennipová získala 3 zlaté medaile v rychlobruslení, Christa Rothenburgerová získala zlatou medaili v závodě na 500 m a o půl roku později vybojovala i stříbrnou medaili v cyklistice na LOH. Stala se tak prvním a doposud i jediným sportovcem/sportovkyní, který dokázal získat olympijskou medaili na LOH i ZOH v témže roce.
16. ZOH 1992 Albertville (Francie)
Poslední ZOH, které se konaly ve stejném roce jako hry letní. Na programu her poprvé závody v short tracku a akrobatickém lyžování. Norští lyžaři Bjørn Dæhlie a Vegard Ulvang získali po 3 zlatých medailích. Finský skokan Toni Nieminen se v 16 letech stal nejmladším mužským olympijským vítězem v historii ZOH.
17. ZOH 1994 Lillehammer (Norsko)
Domácí rychlobruslař Johann Olav Koss získal 3 zlaté medaile a každou v novém světovém rekordu. Italská lyžařka Manuela Di Centaová vybojovala 5 olympijských medailí.
18. ZOH 1998 Nagano (Japonsko)
Premiérové zařazení snowboardingu na program her. Turnaje v ledním hokeji se poprvé zúčastnili nejlepší hráči světa včetně profesionálů a vítězem se stala Česká republika. Bjørn Dæhlie získal další 3 zlaté medaile a celkem tak dovršil svojí sbírku na 12 olympijských medailí – z toho 8 zlatých. Krasobruslařka Tara Lipinská vyhrála svou soutěž v 15 letech a stala se tak nejmladším olympijským vítězem v historii. K hrdinům her se vedle fenomenálního Dæhlieho z Norska zařadili zejména běžkyně na lyžích Larisa Lazutinová z Ruska a sáňkař Georg Hackl z Německa, který získal třetí zlatou olympijskou medaili v řadě za sebou.
19. ZOH 2002 Salt Lake City (USA)
Na program her se vrátil skeleton a nově se objevily závody v jízdě na bobech žen. Norský biatlonista Ole Einar Bjørndalen získal všechny 4 možné zlaté medaile. Finský sdruženář Samppa Lajunen zase vyhrál všechny 3 sdruženářské závody. 3 zlaté medaile vybojovala také chorvatská lyžařka Janica Kostelićová, která k nim přidala ještě jednu stříbrnou. Stříbrnou medaili v jízdě na saních získal Georg Hackl a stal se tak prvním sportovcem, který má ze své soutěže medaili z 5 po sobě jdoucích ZOH. Yang Yang v short tracku vybojoval první zlato ze ZOH pro Čínu. Aleš Valenta v akrobatických skocích na lyžích skočil jako první v historii trojité salto s pěti vruty a stal se olympijským vítězem.
20. ZOH 2006 Turín (Itálie)
Na turnaji v ledním hokeji získala Česká republika bronz. Kateřina Neumannová vybojovala zlatou medaili v běhu na lyžích – 30 km volně s časem 1.22:25,4 a stříbrnou medaili v běhu na lyžích – 15 km kombinace s časem 42:50,6. Stříbro získal ještě Lukáš Bauer v běhu na lyžích – 15 km klasicky s časem 38:15,8. Nejvíce medailí získali němečtí sportovci (29).
21. ZOH 2010 Vancouver (Kanada)
Martina Sáblíková překvapivě triumfovala na kratší trati dlouhé 3000 metrů. Na stupních vítězů pak stanula Sáblíková v průběhu her ještě dvakrát. Své rychlobruslařské umění potvrdila i ve své parádní disciplíně na trati 5000 metrů. Dobruslila si na ní pro druhé zlato. Další medaile pro Českou republiku pocházely z běhu na lyžích. Lukáš Bauer vybojoval bronz strhujícím finišem v závodě na 15 kilometrů volnou technikou a třetí místo obsadilo i české kvarteto běžců na lyžích ve složení Martin Jakš, Lukáš Bauer, Jiří Magál a Martin Koukal v závodě štafet. Rovněž s bronzem se vrátila domů i slalomářka Šárka Záhrobská. Pro svou první olympijskou medaili za třetí místo ve slalomu si dojela i přes špatné podmínky. České sjezdové lyžování se tak z olympijské medaile radovalo po 26 letech, neboť naposledy získala bronz ve sjezdu v Sarajevu Olga Charvátová-Křížová. Velkým zklamáním pro Čechy bylo čtvrtfinálové vyřazení českých hokejistů. Sen o úspěchu podobného ražení jako v Naganu vzal za své, když Češi prohráli s Finskem 0:2.
22. ZOH 2014 Sochi (Rusko)
23. ZOH 2018 Pchjongčchang (Jižní Korea)
24. ZOH 2022 Peking (Čína)